# 8919 Ouyangziyuan
A 8919 Ouyangziyuan (ideiglenes jelöléssel (8919) 1996 TU13) a Naprendszer kisbolygóövében található aszteroida. A Beijing Schmidt CCD Asteroid Program keretében fedezték fel 1996. október 9-én.